# Sundskär (vid Utö, Korpo)
För andra betydelser, se Sundskär (olika betydelser).
Sundskär är en ö i Finland. Den ligger i Skärgårdshavet eller Norra Östersjön och i kommunen Pargas i landskapet Egentliga Finland, i den sydvästra delen av landet. Ön ligger omkring 88 kilometer sydväst om Åbo och omkring 200 kilometer väster om Helsingfors.
Öns area är 8,9 hektar och dess största längd är 0,5 kilometer i nord-sydlig riktning.